# Александровский сереброплавильный завод
Александровский сереброплавильный завод, до 1825 года известный как Талманский сереброплавильный завод — металлургический завод, действовавший в Нерчинском горном округе Российской империи.
В 1778 году недалеко от места впадения реки Талман в Газимур было открыто Газимуро-Воскресенское серебросвинцовое месторождение. В 1792 году на нём был создан Талманский завод, где с помощью конной тяги добывался свинец. В 1794 году была построена сереброразделительная фабрика с горном, через год — здание администрации и лаборатория с кирпичным горном для проб. В следующие годы были построены кузнечная фабрика со слесарной мастерской, мост через реку и ряд жилых домов и казарм, позже ставших селом Александровский Завод. В 1806 году в связи с истощением месторождения производство остановилось. Оно было возобновлено в 1825 году, когда переименованный в честь императора Александровский завод начал выплавку из руды Акатуевского полиметаллического месторождения, находившегося в 20 километрах от завода. К заводу был также приписан располагавшийся в 35 километрах Алгачинский рудник. Для использования каторжного труда во всех трёх пунктах вскоре были открыты тюрьмы.
Акатуйская тюрьма, построенная для уголовных преступников, затем была перепрофилирована под содержание только политических заключённых. На объектах завода работали участники польского восстания 1830 года, петрашевцы, ишутинцы. В 1853 или 1863 годах выплавка серебра и свинца была прекращена из-за истощения месторождений. К этому времени на заводе действовали кузница и цех, снабжавшие весь горный округ изделиями из железа. Каторжан продолжали переводить на Александровский завод, в частности, после нового польского восстания. Администрация каторги стала назначать осуждённых на работы, не связанные с металлургией. Приговорённый к каторге Николай Чернышевский провёл здесь 5 лет, занимаясь литературным творчеством на вольной квартире.